# Chayanisa Chomchuendee
Chayanisa Chomchuendee, accreditata talvolta come Sukanya Chomchuendee (in thai: สุกัญญา ชมชืนดี; Surin, 9 settembre 1988), è un'astista thailandese.

## Biografia
Chomchuendee ha iniziato a gareggiare internazionalmente nel 2009, vincendo una medaglia di bronzo alla sua prima edizione dei Giochi del Sud-est asiatico, tenuti in Laos, traguardo migliorato e ripetuto nelle successive edizioni dei Giochi. Oltre a partecipare alle manifestazioni continentali asiatiche di pertinenza - vincendo anche due medaglie di bronzo ai Campionati asiatici - Chomchuendee ha debuttato in una competizione di respiro mondiale nel 2011, partecipando alle Universiadi in Cina.
Nel 2018, durante i Giochi asiatici in Indonesia ha conquistato una storia medaglia d'argento per il proprio paese e stabilito un nuovo record nazionale.

## Record nazionali
- Salto con l'asta: 4,30 m ( Giacarta, 28 agosto 2018)
- Salto con l'asta indoor: 3,70 m ( Hanoi, 31 ottobre 2009)

## Palmarès
| Anno | Manifestazione              | Sede         | Evento           | Risultato | Prestazione | Note                                     |
| ---- | --------------------------- | ------------ | ---------------- | --------- | ----------- | ---------------------------------------- |
| 2009 | Giochi asiatici indoor      | Hanoi        | Salto con l'asta | 4ª        | 3,70 m      | Record nazionale                         |
| 2009 | Giochi del Sud-est asiatico | Vientiane    | Salto con l'asta | Bronzo    | 3,75 m      |                                          |
| 2010 | Giochi asiatici             | Canton       | Salto con l'asta | 6ª        | 3,80 m      |                                          |
| 2011 | Universiadi                 | Shenzen      | Salto con l'asta | 17ª (q)   | 3,95 m      |                                          |
| 2011 | Giochi del Sud-est asiatico | Palembang    | Salto con l'asta | 5ª        | 3,80 m      |                                          |
| 2013 | Campionati asiatici         | Pune         | Salto con l'asta | Bronzo    | 4,15 m      | Record nazionale                         |
| 2013 | Giochi del Sud-est asiatico | Naypyidaw    | Salto con l'asta | Oro       | 4,21 m      | Record nazionale                         |
| 2014 | Giochi asiatici             | Incheon      | Salto con l'asta | 6ª        | 3,90 m      |                                          |
| 2015 | Giochi del Sud-est asiatico | Singapore    | Salto con l'asta | Oro       | 4,10 m      |                                          |
| 2015 | Universiadi                 | Gwangju      | Salto con l'asta | 15ª (q)   | 3,85 m      |                                          |
| 2017 | Campionati asiatici         | Bhubaneswar  | Salto con l'asta | Bronzo    | 4,10 m      |                                          |
| 2017 | Giochi del Sud-est asiatico | Kuala Lumpur | Salto con l'asta | Oro       | 4,10 m      |                                          |
| 2018 | Giochi asiatici             | Giacarta     | Salto con l'asta | Argento   | 4,30 m      | Record nazionale                         |
| 2019 | Giochi del Sud-est asiatico | Manila       | Salto con l'asta | Argento   | 4,10 m      |                                          |
| 2023 | Campionati asiatici         | Bangkok      | Salto con l'asta | Bronzo    | 4,10 m      |                                          |
| 2023 | Giochi asiatici             | Hangzhou     | Salto con l'asta | 4ª        | 4,20 m      | Miglior prestazione personale stagionale |